# Andres Põder

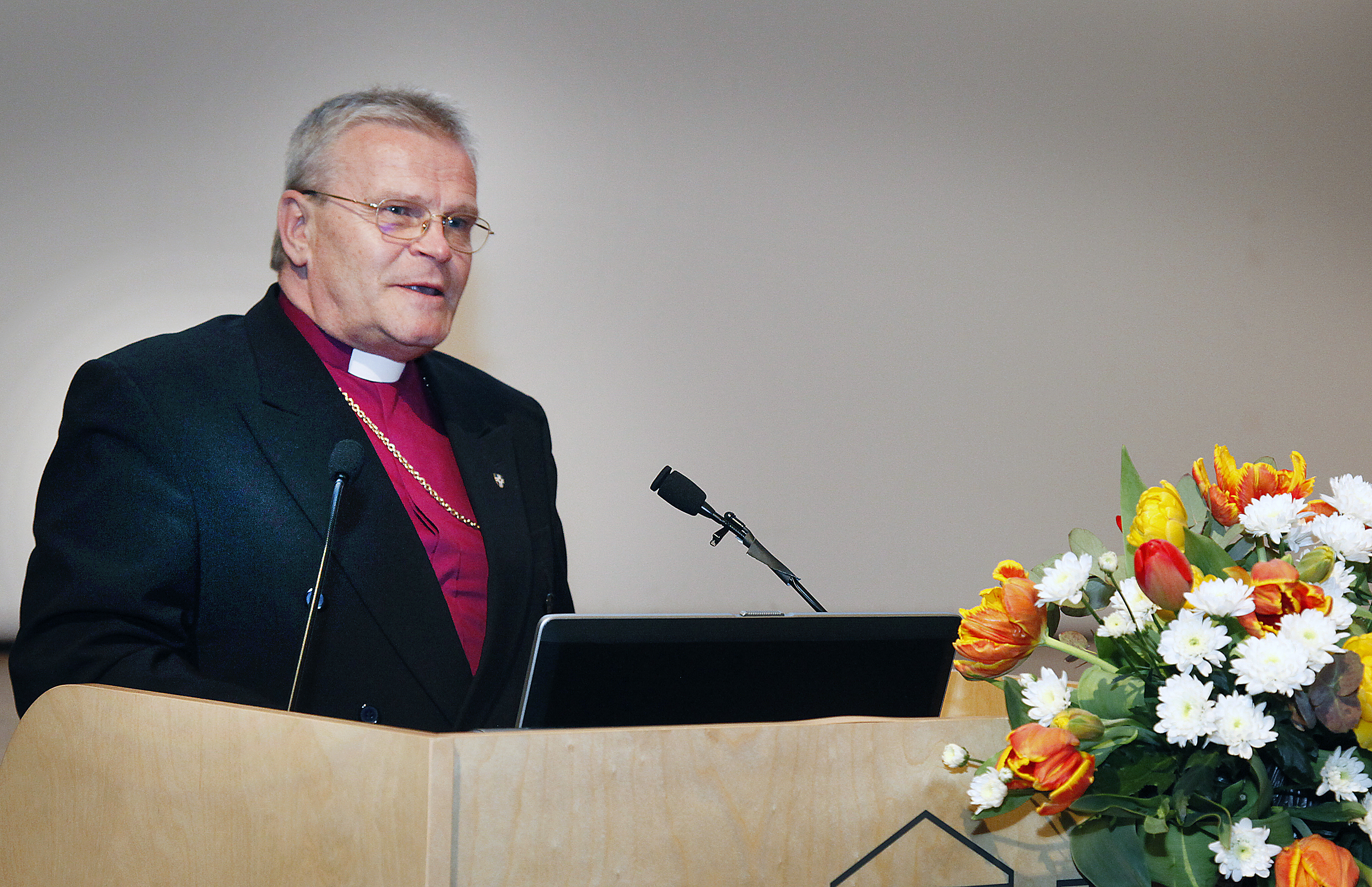
Andres Põder (2013)

Andres Põder (* 22. November 1949 in Haapsalu, Estnische SSR) ist ein evangelischer Theologe. Er war von 2005 bis 2014 Erzbischof der Estnischen Evangelisch-Lutherischen Kirche (EELK).

## Werdegang
Das Abitur legte Andres Põder 1969 in Pärnu ab und studierte anschließend am Theologischen Institut der EELK in Tallinn Theologie. Nach seiner Ordination im Jahre 1976 arbeitete er als Pfarrer in den estnischen Gemeinden Viru-Nigula, Suure-Jaani und Räpina.
1990 wurde er Pfarrer in Pärnu und seitdem wiederholt zum Propst der Propstei Pärnu sowie zum Assessor im Konsistorium der EELK in Tallinn gewählt. Am 24. November 2004 berief ihn die Kirchenversammlung der Estnischen Evangelisch-Lutherischen Kirche zum Erzbischof. Am 2. Februar 2005 wurde er in der Kathedralkirche zu Tallinn in dieses Amt eingesetzt. Er ist damit Nachfolger von Erzbischof Jaan Kiivit, der in den Ruhestand ging.

## Ämter und Funktionen
Aus den verschiedenen gesamtkirchlichen Aufgaben ist Põders Mitarbeit an der Zusammenstellung des neuen „Gesang- und Gebetbuches der Kirche“ (1980–1990) und in der Liturgischen Kommission der EELK (bis heute) hervorzuheben. Als Mitglied der Juridischen Kommission (seit 1990) hat er bei der Verfassung der Grundordnung und anderer Gesetze der EELK entscheidend mitgewirkt.
Von 1995 bis 2001 war er Mitglied des Gemeinsamen Ausschusses der EELK und der estnischen Regierung sowie Kollegiumsmitglied der kirchlichen Zeitung „Eesti Kirik“ („Estnische Kirche“). Seit 1996 hat er am Theologischen Institut der EELK einen Lehrauftrag für Kybernetik und Kirchenrecht inne.
Andres Põder hat sich aktiv an dem Prozess der Wiedergewinnung der estnischen Unabhängigkeit beteiligt und sich in der folgenden Phase der Neugestaltung der estnischen Gesellschaft politisch engagiert.
Am 22. November 2014 wurde Põder mit Erreichung seines 65. Lebensjahr emeritiert. Als sein Nachfolger im Bischofsamt wurde am 26. November 2014 Urmas Viilma gewählt. Seine Weihe fand am 2. Februar 2015 statt.

## Familie
Andres Põder ist verheiratet mit der Juristin Marje Põder, geborene Toots. Sie haben drei Kinder.

## Auszeichnungen
- 2006: Orden des weißen Sterns II. Klasse[1]
- 2013: Großes Bundesverdienstkreuz mit Stern[2]
- 2015: Orden des Heiligen Bischof Platon III. Klasse[3]